# Skene IF
Skene IF är en fotbollsklubb i Skene, Marks kommun, som bildades 1921 efter att ett väveri tillät laget att spela på en av väveriet ägd plan. Torsten Lydén blev den första ordföranden. Klubben spelar för närvarande i Division 3 i sydvästra Götaland.
Säsongen 2017/2018 gick man upp i division 3. 
Säsongen 2019 åkte laget ner till division 4 igen. 